# Sosnowka (Kaliningrad, Polessk)
Sosnowka (russisch Сосновка, deutsch Groß Baum, auch: Augstagirren, litauisch Aukštagiriai) ist ein Ort im Rajon Polessk in der russischen Oblast Kaliningrad. Der Ort gehört zur kommunalen Selbstverwaltungseinheit Stadtkreis Polessk.

## Geographische Lage
Sosnowka liegt östlich der Kreisstadt Polessk (Labiau) an der russischen Fernstraße A 190 (ehemalige deutsche Reichsstraße 126). Innerorts kreuzt eine Nebenstraße von Sapowedniki (Lucknojen, 1938–1946 Neuenrode) nach Dalneje (Groß Schirrau). Die nächste Bahnstation ist Bogatowo (Szargirren, 1936–1938 Schargirren, 1938–1946 Eichenrode) an der Bahnstrecke Kaliningrad–Sowetsk (Königsberg–Tilsit).

## Geschichte

### Augstagirren
Das kleine Augstagirren genannte Dorf mit Försterei wurde bereits im Jahre 1302 das erste Mal urkundlich erwähnt. Bis nach Polessk (Labiau) sind es 15 Kilometer. Im Jahre 1874 kam das Dorf zum Amtsbezirk Groß Baum im Kreis Labiau im Regierungsbezirk Königsberg der preußischen Provinz Ostpreußen. Die Einwohnerzahl Augstagirrens belief sich im Jahre 1910 auf 553. Am 30. September 1929 verlor das Dorf seine Eigenständigkeit, als es sich mit Groß Baum und Teilen des Gutsbezirks Neu Sternberg (Forst) zur neuen Landgemeinde Groß Baum zusammenschloss. Im Jahre 1945 kam Augstagirren in Kriegsfolge mit dem nördlichen Ostpreußen zur Sowjetunion.

### Groß Baum

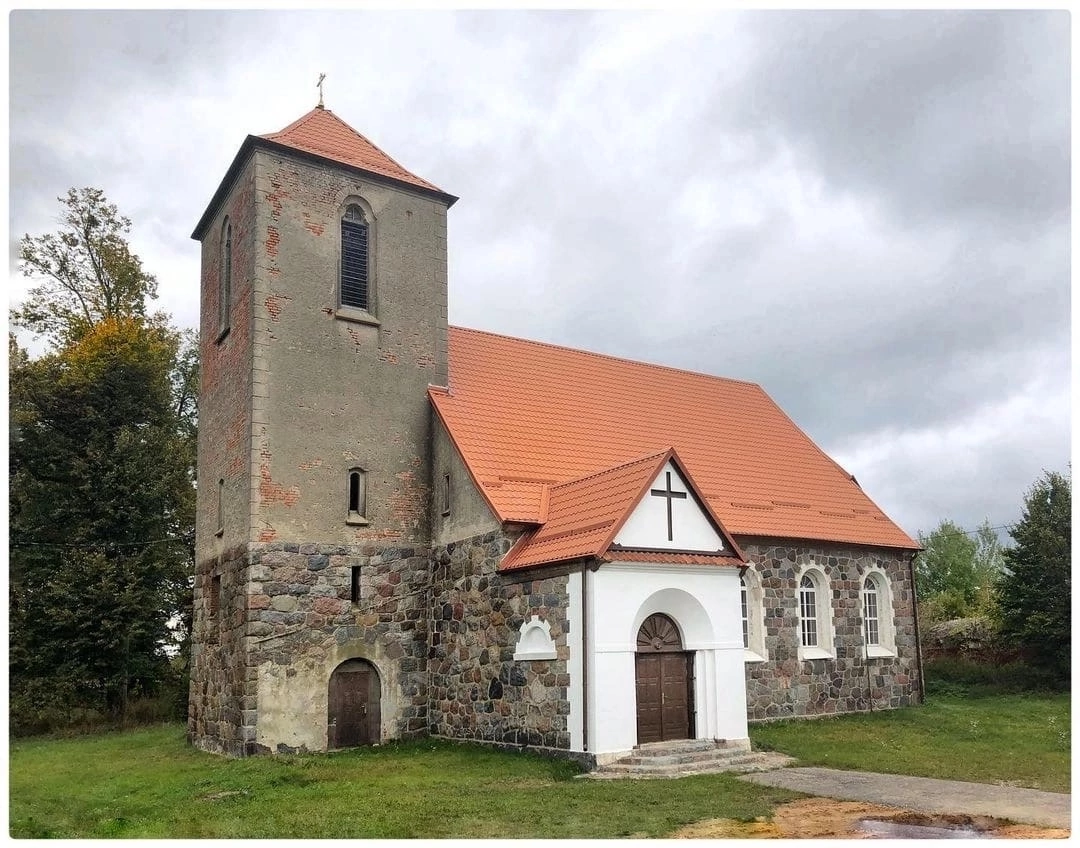
Groß Baum, evangelische Kirche

Mehr als 400 Jahre später als Augstagirren wurde das Nachbardorf Groß Baum gegründet. Es liegt eineinhalb Kilometer weiter östlich. Am 9. April 1874 wurde Groß Baum Sitz und namensgebender Ort eines neu errichteten Amtsbezirks, der bis 1945 bestand und zum Kreis Labiau im Regierungsbezirk Königsberg der preußischen Provinz Ostpreußen gehörte. Im Jahre 1910 zählte Groß Baum 295 Einwohner.
Am 30. September 1929 schlossen sich die Landgemeinden Augstagirren und Groß Baum sowie der Gutsbezirk Neu Sternberg (Forst) zur neuen Landgemeinde Groß Baum zusammen. Die Zahl der Einwohner dieser neuen Verwaltungseinheit belief sich 1933 auf 821 und betrug 1939 bereits 1036, nach dem 1938 auch noch der Nachbarort Berszienen (1936–1938: Berschienen, 1938–1946: Birkenhöfen, russisch: Armeiskoje, heute nicht mehr existent) eingemeindet worden war.
Im Jahre 1945 kam auch Groß Baum mit dem nördlichen Ostpreußen zur Sowjetunion.

#### Amtsbezirk Groß Baum (1874–1945)
Zwischen 1874 und 1945 bestand der Amtsbezirk Groß Baum, dem anfangs acht und ab 1931 zehn Landgemeinden zugehörten, dann 1945 aber nur noch sechs:
| Name                                       | Änderungsname 1938–1946 | Russischer Name | Bemerkungen                                      |
| ------------------------------------------ | ----------------------- | --------------- | ------------------------------------------------ |
| Augstagirren                               |                         | Sosnowka        | 1929 in die Landgemeinde Groß Baum eingegliedert |
| Berszgirren, 1936–1938: Berschgirren       | Birkenhöfen             | Armeiskoje      | 1938 in die Landgemeinde Groß Baum eingegliedert |
| Groß Baum                                  |                         | Sosnowka        |                                                  |
| Groß Kirschnakeim                          | Kirschkeim              | Fewralskoje     |                                                  |
| Kallweninken                               |                         | Malyschewo      | 1929 in die Landgemeinde Szanzell eingegliedert  |
| Klein Kirschnakeim                         | Kleinschanzburg         | Fewralskoje     | 1929 in die Landgemeinde Szanzell eingegliedert  |
| Pogarblauken                               | Pogarben                |                 |                                                  |
| Szanzell, 1936–1938: Schanzell             | Schanzkrug              | Malyschewo      |                                                  |
| ab 1931: Florweg                           |                         | Lesnoje         | bis 1931 dem Amtsbezirk Neu Sternberg zugeordnet |
| ab 1931: Szargillen 1936–1938: Schargillen | Eichenrode              | Bogatowo        | bis 1931 dem Amtsbezirk Neu Sternberg zugeordnet |

Am 1. Januar 1945 bildeten lediglich noch die Gemeinden Eichenrode, Florweg, Groß Baum, Kirschkeim, Pogarben und Schanzkrug den Amtsbezirk Groß Baum.

### Sosnowka
Augstagirren und Groß Baum erhielten im Jahre 1947 den gemeinsamen russischen Namen Sosnowka. Gleichzeitig wurde der Ort Sitz eines Dorfsowjets im Rajon Polessk. Von 2008 bis 2016 war Sosnowka Sitz der Landgemeinde Saranskoje selskoje posselenije. Seither gehört der Ort zum Stadtkreis Polessk.

#### Sosnowski selski Sowet/okrug 1947–2008
Der Dorfsowjet Sosnowski selski Sowet (ru. Сосновский сельский Совет) wurde im Juni 1947 eingerichtet. Nach dem Zerfall der Sowjetunion bestand die Verwaltungseinheit als Dorfbezirk Sosnowski selski okrug (ru. Сосновский сельский округ). Im Jahr 2008 wurden die verbliebenen Orte des Dorfbezirks in die neu gebildete Landgemeinde Saranskoje selskoje posselenije eingegliedert.
| Ortsname                  | Name bis 1947/50 | Bemerkungen |
| ------------------------- | --- | --- |
| Armeiskoje (Армейское)    | Berszgirren/Berschgirren, 1938–1945: „Birkenhöfen“                                                                                              | Der Ort wurde 1947 umbenannt und vor 1988 verlassen.                                                                                          |
| Berjosowka (Березовкa)    | Schönwalde, Kr. Labiau, Petruschkehmen, 1938–1945: „Kleinburgsdorf“, Geidlauken, 1938–1945: „Heiligenhain“, Friedrichsfelde und Burgsdorf       | Der Ort wurde 1947 umbenannt. |
| Bogatowo (Богaтово)       | Szargillen/Schargillen, 1938–1945: „Eichenrode“                                                                                                 | Der Ort wurde 1947 umbenannt und war zunächst in den Dorfsowjet Iljitschowski eingeordnet.                                                    |
| Fewralskoje (Феврaльское) | Dwielen, 1938–1945: „Meißnershof“, Klein Kirschnakeim, 1938–1945: „Kleinschanzkrug“ und Groß Kirschnakeim, 1938–1945: „Kirschkeim“              | Der Ort wurde 1947 umbenannt. |
| Jelnikowo (Ельниково)     | Neu Kirschnabeck, 1938–1945: „Kleinhirschdorf“                                                                                                  | Der Ort wurde 1947 umbenannt. |
| Malyschewo (Малышево)     | Szanzell/Schanzell, 1938–1945: „Schanzkrug“ | Der Ort wurde 1947 umbenannt und vor 1975 aus dem Ortsregister gestrichen. Die Überbleibsel des Ortes gehörten laut Karte fortan zu Poltowka. |
| Nowodworki (Новодворки)   | Leiszen/Leischen, 1938–1945: „Hirschdorf“, Alt Kirschnabeck, 1938–1945: „Kirschbeck“, und Kallweninken (bei Labiau), 1938–1945: „Neuschanzkrug“ | Der Ort wurde 1947 umbenannt und 1997 an den Ort Fewralskoje angeschlossen.                                                                   |
| Petino (Петино)           | Klein Rudlauken, seit 1929: zu Jorksdorf, Perdollen und Groß Rudlauken, 1938–1945: „Rotenfeld“                                                  | Der Ort wurde 1947 umbenannt und war zunächst in den Dorfsowjet Saranski eingeordnet.                                                         |
| Poltawka (Полтавка)       | Skroblienen, 1929–1947: Hagenwalde | Der Ort wurde 1947 umbenannt und 1997 an den Ort Fewralskoje angeschlossen.                                                                   |
| Sosnowka (Сосновкa)       | Groß Baum | Verwaltungssitz |

## Kirche
Siehe den Hauptartikel: Kirche Augstagirren
In Augstagirren und in Groß Baum lebte vor 1945 eine fast ausnahmslos evangelische Bevölkerung. Bis zum Jahre 1909 waren beide Orte der Kirche Laukischken zugeordnet, bis in Augstagirren eine eigenständige Kirchengemeinde gegründet wurde. Eine eigene Pfarrstelle wurde eingerichtet, nachdem schon seit 1906 Hilfsprediger aus Laukischken nach hier entsandt worden waren. In den Jahren 1923 bis 1926 wurde in Augstagirren eine Kirche aus Feldsteinen gebaut, mit einem später errichteten, verputzten Ziegelturm. Zum Kirchspiel Augstagirren, das bis 1945 bestand, gehörten zwölf Ortschaften. Es war in den Kirchenkreis Labiau in der Kirchenprovinz Ostpreußen der Kirche der Altpreußischen Union eingegliedert.
In Kriegsfolge und aufgrund von Flucht und Vertreibung der einheimischen Bevölkerung erstarb in Sosnowka nach 1945 das kirchliche Leben. Das Kirchengebäude überstand den Krieg nahezu unversehrt, diente später allerdings zweckentfremdet als Kulturhalle mit Kino. Die Fenster wurden zugemauert, das Dach mit Asbestzementplatten gedeckt. Inzwischen wurde die Kirche umfassend saniert: das Dach wurde neu eingedeckt, ebenso neue Fenster eingesetzt. Offenbar dient die Kirche auch wieder ihrem ursprünglichen Zweck. 
Sosnowka liegt heute im Einzugsbereich der neu gegründeten evangelisch-lutherischen Gemeinde in Polessk (Labiau), einer Filialgemeinde der Auferstehungskirche in Kaliningrad (Königsberg) innerhalb der Propstei Kaliningrad der Evangelisch-lutherischen Kirche Europäisches Russland.